# Pterodon
Pterodon war ein tschechischer Spieleentwickler. Das Unternehmen wurde 1998 von Jarek Kolář und Michal Janáček gegründet. Es stellte PC-Spiele her und war vor allem durch Kriegsspiele bekannt. Das Unternehmen arbeitete eng mit der Gathering of Developers Company und Illusion Softworks zusammen, mit dem man im Jahr 2006 fusionierte. 2008 wurde Illusion Softworks aufgekauft und in 2K Czech umbenannt.
Bereits im Jahr 2000 veröffentlichte Pterodon das erste Spiel, das gemeinsam mit Illusion Softworks entwickelt wurde, Flying Heroes. Das Game-Engine wurde Ptero-Engine genannt. 
Mitte des ersten Jahrzehnts machte sich Pterodon vor allem durch Kriegsspiele einen Namen. Der 3D-Shooter Vietcong, dessen Thema der Krieg im Vietnam war, und dessen Nachfolger verkauften sich über eine Million Mal.
Das Logo des Unternehmens war ein Flugsaurier, vermutlich ein Pteranodon.

## Spiele (Auswahl)
- Hesperian Wars
- Flying Heroes
- Vietcong
- Vietcong: Fist Alpha
- Vietcong 2